# Criterio
 (octobre 2023).
Criterio est une revue argentine d’information et d’opinion, dont le premier numéro parut le 8 mars 1928, sous la direction de l’avocat, homme politique et journaliste Atilio Dell'Oro Maini (es). Criterio est la publication périodique la plus résiliente de l’histoire de la presse argentine, et son existence se poursuit jusqu’à ce jour (2023).
À côté de commentaires sur des sujets de l’actualité politique, sociale et économique, émis sous différents points de vue, Criterio comporte des rubriques fixes consacrées aux livres, au cinéma, à la musique, au théâtre et aux arts plastiques. 

## Historique
Dans ses débuts, la revue affichait une orientation nationaliste et manifestait son adhésion à la doctrine catholique, selon une ligne opposée au libéralisme et au communisme[réf. nécessaire]. Sa montée en ampleur dans les décennies suivantes coïncida avec le processus de rénovation de la pensée catholique, lors duquel la question sociale et les discussions autour des systèmes politiques allaient s’imposer au centre du débat. De tendance catholique, la revue néanmoins ne relève pas, ni ne reçoit de financement, de l’Église, ce qui contribue à garantir l’indépendance de ses contenus. 
Lorsque Criterio fêta ses 50 années d’existence en 1978, le journal La Opinión observa[réf. nécessaire] :

« Dans le champ des revues culturelles, il y a au moins quelques exemples de réalisations que personne ne peut méconnaître : dans la sphère que nous appellerions libérale, mentionner Nosotros et Sur est, en ce qui concerne le siècle qui court, obligatoire. La même chose pourrait être dite d’une revue d’orientation catholique, qui vient de franchir son premier demi-siècle d’existence et qui constitue, à n’en pas douter, un irremplaçable document sur l’évolution culturelle, sociale et spirituelle de l’Argentine contemporaine ; il s’agit, il va sans dire, de Criterio. »

## Signatures notables
Parmi les intellectuels qui ont apporté leur collaboration à la revue, on note les noms de Jorge Luis Borges, Homero Manzi, Leonardo Castellani, Ernesto Palacio, Julio Irazusta et Julio Meinvielle[réf. nécessaire].
Parmi les signatures étrangères (non argentines) figurent notamment celles de Hans Urs von Balthasar, Gerardo Diego, Eduardo Frei Montalva, Jean Guitton, Jacques Maritain, Julián Marías, Gabriela Mistral, Giovanni Papini, Giovanni Sartori, etc. Dans les temps plus récents, Criterio a bénéficié des contributions de Marcos Aguinis, Carlos Escudé, Tulio Halperín Donghi, Félix Luna, Hugo Mujica, Olga Orozco, entre autres[réf. nécessaire].

## Sources
- Montserrat, M., “El orden y la libertad. Una historia intelectual de Criterio. 1928-1968” en Girbal-Blacha, N. y Quattrocchi-Woisson, D. Cuando opinar es actuar (Buenos Aires: Academia Nacional de la Historia), 1999.